# Seilershof
Seilershof ist ein Ortsteil von Gransee in Brandenburg mit 228 Einwohnern (2023), der bis 1998 eine Gemeinde war.

## Geographie
Seilershof liegt etwa neun Kilometer nördlich von Gransee am Ufer des Kleinen Wentowsees, der über den Wentowkanal zur Havel verbunden ist. Teile des Großen und Kleinen Wentowsees gehören zum Ortsteil. Die Umgebung gehört zum Naturpark Stechlin-Ruppiner Seenland und grenzt an das Landschaftsschutzgebiet Fürstenberger Wald- und Seengebiet.

## Geschichte
Am 16. Mai 1754 erhielt der königliche Oberförster Johann Georg Seiler aus Lüdersdorf von Friedrich dem Großen ein Stück unerschlossenes Land am sogenannten Pfefferteich, das zum königlichen Forst gehörte. Auf diesem Gebiet befand sich damals bereits eine Wassermühle, bekannt als Pfeffermühle. Seiler ließ das Land urbar machen und errichtete mehrere Wohn- und Wirtschaftsgebäude – einige davon sind bis heute erhalten und prägen das historische Ortsbild Seilershofs.
Über das Leben des Oberförsters ranken sich auch Legenden: So heißt es, Seiler sei mitsamt seinem Pferd in dem Teich der Parkanlage gegenüber dem ehemaligen Gutshof auf tragische Weise ertrunken, als er den Teich überqueren wollte. Ob diese Geschichte auf einem tatsächlichen Ereignis beruht oder der lokalen Überlieferung entspringt, bleibt ungeklärt – sie gehört jedoch fest zur Erzähltradition des Ortes.
Die Mitte des Kleinen Wentowsees in Seilershof bildete früher die Grenze zwischen Mecklenburg (Fürstenberger Werder) und Preußen.
Am 19. Juli 1810 starb die im Volk sehr populäre Königin Luise, Gattin des Preußenkönigs Friedrich Wilhelm III., im Alter von 34 Jahren auf ihrem Landsitz zu Hohenzieritz in Mecklenburg. An der mecklenburgisch-preußischen Landesgrenze am Ausgang von Seilershof übernahm eine Leib-Eskadron des Regiments der Gardes du Corps das Ehrengeleit. An dieser Stelle errichtete man ein Denkmal, das heute noch an das Ereignis erinnert.

## Bevölkerungsentwicklung
| Jahr | Einwohner |
| ---- | --------- |
| 1776 | 32        |
| 1785 | 60        |
| 1800 | 41        |
| 1817 | 63        |
| 1840 | 64        |
| 1858 | 92        |
| 1875 | 70        |

| Jahr | Einwohner  |
| ---- | ---------- |
| 1890 | 63         |
| 1925 | 143 (171)* |
| 1933 | 188        |
| 1939 | 285        |
| 1946 | 329        |
| 1950 | 322        |
| 1964 | 301        |

| Jahr | Einwohner |
| ---- | --------- |
| 1971 | 278       |
| 1981 | 220       |
| 1985 | 221       |
| 1989 | 220       |
| 1990 | 227       |
| 1991 | 208       |
| 1992 | 223       |

| Jahr | Einwohner |
| ---- | --------- |
| 1993 | 215       |
| 1994 | 219       |
| 1995 | 215       |
| 1996 | 219       |
| 1997 | 218       |
| 2018 | 236       |
| 2023 | 228       |

(* Nach dem Historischen Ortslexikon, aktuelle Daten von gransee.de)

## Kultur und Sehenswürdigkeiten

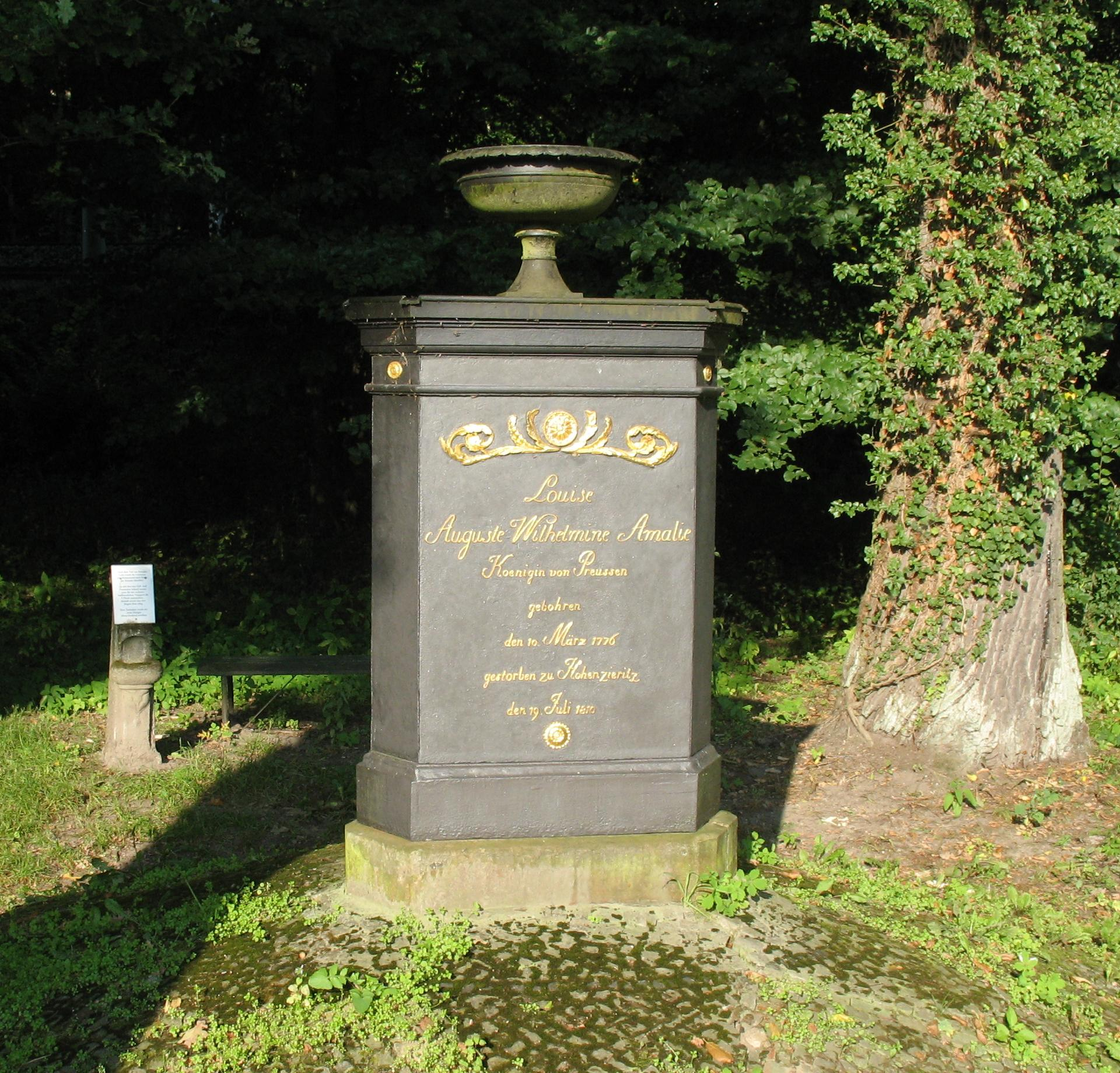
Luisen-Denkmal an der B96

In der Liste der Baudenkmale in Gransee stehen die in der Denkmalliste des Landes Brandenburg eingetragenen Baudenkmale.
- Kleines Luisendenkmal an der B96 Abzweig Seilershof - 1811 enthüllt, markiert den historischen Trauerzugpreußischer wie mecklenburgischer Traditionen
- Dorfkirche - 1954 geweiht (bis 200 Jahre nach Gründung) und ist regelmäßig für Besucher geöffnet. Im Sommer finden kulturelle Veranstaltungen wie Konzerte in der Kirche statt, u. a. das keltische Harfen‑Märchenkonzert im Mai 2025.[8]
- Wohnhaus Hauptstraße 35
- Wohnhaus Hauptstraße 38

## Wirtschaft und Infrastruktur
Mit dem Sanatorium Elisabethruh entstand im 19. Jahrhundert am Fischerwall ein erstes Kurhaus. Anfang des 20. Jahrhunderts kamen das Hotel am Wentowsee sowie – auf dem Gelände des früheren Badehauses – der Zeltplatz in Seilershof hinzu. Zu Zeiten der DDR war das Hotel am Wentowsee ein FDGB-Heim. Etliche – zum Teil sehr alte – Postkarten zeugen von der touristischen Nutzung Seilershofs vom Kaiserreich bis zur DDR. Nach 1989 versuchten verschiedene Inhaber, sowohl das Hotel am Wentowsee, als auch Elisabethruh, zu sanieren und wirtschaftlich erfolgreich zu betreiben. Alle scheiterten. Das ehemalige Sanatorium ist inzwischen eine Ruine. Im Jahr 2013 ersteigerte die nach eigenen Angaben auf den Erwerb, Entwicklung und Betrieb von Pflegeeinrichtungen und Sozialbauten spezialisierte Anderson-Holding aus Berlin ebendiese Ruine an der B96 samt 12.000 Quadratmeter Grundstück für 19.000 Euro im Rahmen einer Zwangsveräußerung. Der neue Besitzer meldete allerdings keine sechs Monate später selbst Insolvenz an.
Das Hotel am Wentowsee –  2019 umbenannt in Seehotel Louise – hat seit 2015 ebenfalls einen neuen Besitzer. Der Inhaber von Taxi Berlin, Hermann Waldner, hat das Grundstück am Seeufer gekauft, um es als Hotel und Restaurant wiederzueröffnen und mittels Wassershuttle mit seinem Hotel im Schloss Dannenwalde zu verbinden. 2019 öffnete das Seehotel Louise mit Hotel- und Gastronomiebetrieb. An Gästen mangelte es – jedenfalls in der Hochsaison – nicht, jedoch das Personal fehlte. Das Restaurant im Hotel, von Ungern-Sternberg, fehlte es an Servicepersonal und Köchen, wodurch die Küche kalt blieb.
Nach der Hauptsaison 2024 wurde das Seehotel Louise für den Hotel- und Gastronomiebetrieb geschlossen. Anschließend wurden die Hotelzimmer in Wohnungen umgebaut. Nun sind es keine temporären Gäste mehr, sondern dauerhafte.
Westlich, etwas außerhalb des Ortes, befindet sich das Haus an der Polz am gleichnamigen Fließ, der den Kleinen Wentowsee speist. Dort kümmert man sich um suchtkranke Jugendliche - – betrieben vom Internationalen Bund mit Platz für mehrere junge Bewohner.
Im Dorf gibt es einige Ereignisse über das Jahr, die vom Ortsbeirat veranstaltet werden. Jährlich wird auf dem Areal des Campingplatzes das Promenadenfest gefeiert – 2025  findet es bereits zum 26. Mal statt. Des Weiteren finden auch andere Ereignisse, wie das Osterfeuer, das Knutfest oder eine Halloweenfeier statt. Auch in der denkmalgeschützten Dorfkirche werden regelmäßig, neben den Gottesdiensten - kulturelle Ereignisse, wie Konzerte und Ausstellungen, veranstaltet.

## Persönlichkeiten
- Jörg Gudzuhn (* 1945), Schauspieler, in Seilershof geboren

## Belege